# 張本枝
張本枝（?—?），字蔭青，一字立亭，贵州大方人，清政治人物、進士出身。張鳳枝弟。

## 生平
嘉慶七年（1802年）壬戌科進士，二甲七十二名，后散館改工部主事，官至甘肅甘涼道。